# Süle János
Süle János (Győr, 1966. szeptember 26. –) labdarúgó, középpályás, edző.

## Pályafutása
1984 és 1988 között a Rába ETO labdarúgója volt. Az élvonalban 1984. szeptember 8-án mutatkozott be a Videoton ellen, ahol csapata 2–1-es győzelmet aratott. Tagja volt az 1984–85-ös ezüst- és az 1985–86-os bajnoki bronzérmes csapatnak. 1988 és 1993 között a Veszprém, 1993–94-ben a Haladás labdarúgója volt. Az élvonalban összesen 132 mérkőzésen szerepelt és 14 gólt szerzett.

## Sikerei, díjai
- Magyar bajnokság
  - 2.: 1984–85
  - 3.: 1985–86